# Dasyatis
 Dasyatis es un  género de peces de la  familia los Dasyatidae y de la orden los Rajiformes.

## Morfología
- Disco romboidal igual de ancho como de largo.
- Longitud del hocico menor que la distancia entre los espiráculos.
- Cola larga, delgada, terminada en punta, con la base ancha y deprimida, y con una gran aguijón.  venenoso loma sobre la parte superior.
- No tienen  aletas dorsales ni caudal.

## Distribución geográfica
Viven en las aguas  tropicales y  templadas de todos los océanos.

## Especies
- Dasyatis acutirostra Nishida & Nakaya, 1988
- Dasyatis brevis Garman, 1880
- Dasyatis chrysonota (Smith, 1828)
- Dasyatis gigantea (Lindberg, 1930)
- Dasyatis hastata (DeKay, 1842)
- Dasyatis hypostigma Santos & Carvalho, 2004
- Dasyatis marmorata (Steindachner, 1892)
- Dasyatis matsubarai Miyosi, 1939
- Dasyatis multispinosa (Tokarev, 1959)
- Dasyatis pastinaca (Linnaeus, 1758)
- Dasyatis thetidis Ogilby, 1899
- Dasyatis tortonesei Capapé, 1975
- Dasyatis ushiei (Jordan & Hubbs, 1925)